# Максимов Олексій Михайлович
Олексій Михайлович Максимов — лейтенант Збройних сил України, учасник російсько-української війни, що відзначився під час російського вторгнення в Україну в 2022 році.
Обіймає посаду директора Департаменту оборонної, мобілізаційної роботи та взаємодії з правоохоронними органами Харківської ОДА.

## Нагороди
- орден Данила Галицького (2022) — за особисті заслуги у захисті державного суверенітету та територіальної цілісності України, мужність і самопожертву у волонтерській діяльності.